# 紀伊内原駅
紀伊内原駅（きいうちはらえき）は、和歌山県日高郡日高町大字萩原にある、西日本旅客鉄道（JR西日本）紀勢本線（きのくに線）の駅である。

## 歴史
- 1929年（昭和4年）4月21日：国鉄紀勢西線の紀伊由良駅から御坊駅までの開通と共に開業する[1][2]。
- 1959年（昭和34年）7月15日：現在の紀勢本線が全通、紀勢本線所属となる[1]。
- 1962年（昭和37年）10月1日：貨物の取り扱いを廃止[2]。
- 1972年（昭和47年）10月15日：荷物扱い廃止[2]。
- 1985年（昭和60年）3月14日：駅員無配置駅となり[3]、簡易委託駅となる[4]。
- 1987年（昭和62年）4月1日：国鉄分割民営化により、西日本旅客鉄道（JR西日本）の駅となる[1][2]。
- 2020年（令和2年）
  - 3月14日：ICカード「ICOCA」の利用が可能となる[5]。
  - 7月1日：簡易委託解消に伴い、終日無人化。

## 駅構造
相対式ホーム2面2線を有する地上駅。分岐器や絶対信号機を持たないため、停留所に分類される。和歌山方面行きホームに駅舎があり、御坊方面行きホームへは跨線橋で連絡している。
紀伊田辺駅管理の無人駅である。かつては簡易委託駅で、日高町商工会から委託を受けた国鉄OBの年配係員が、駅舎内の窓口にて切符を発売していたが、令和2年6月30日の営業を以て終了した。「ICOCA」などの交通系ICカードチャージ機能付き自動券売機も設置されている。

### のりば
| のりば | 路線       | 行先               |
| ------ | ---------- | ------------------ |
| 1      | きのくに線 | 和歌山・天王寺方面 |
| 2      | きのくに線 | 御坊・新宮方面     |

- 上表の路線名は旅客案内上の名称（愛称）で表記している。

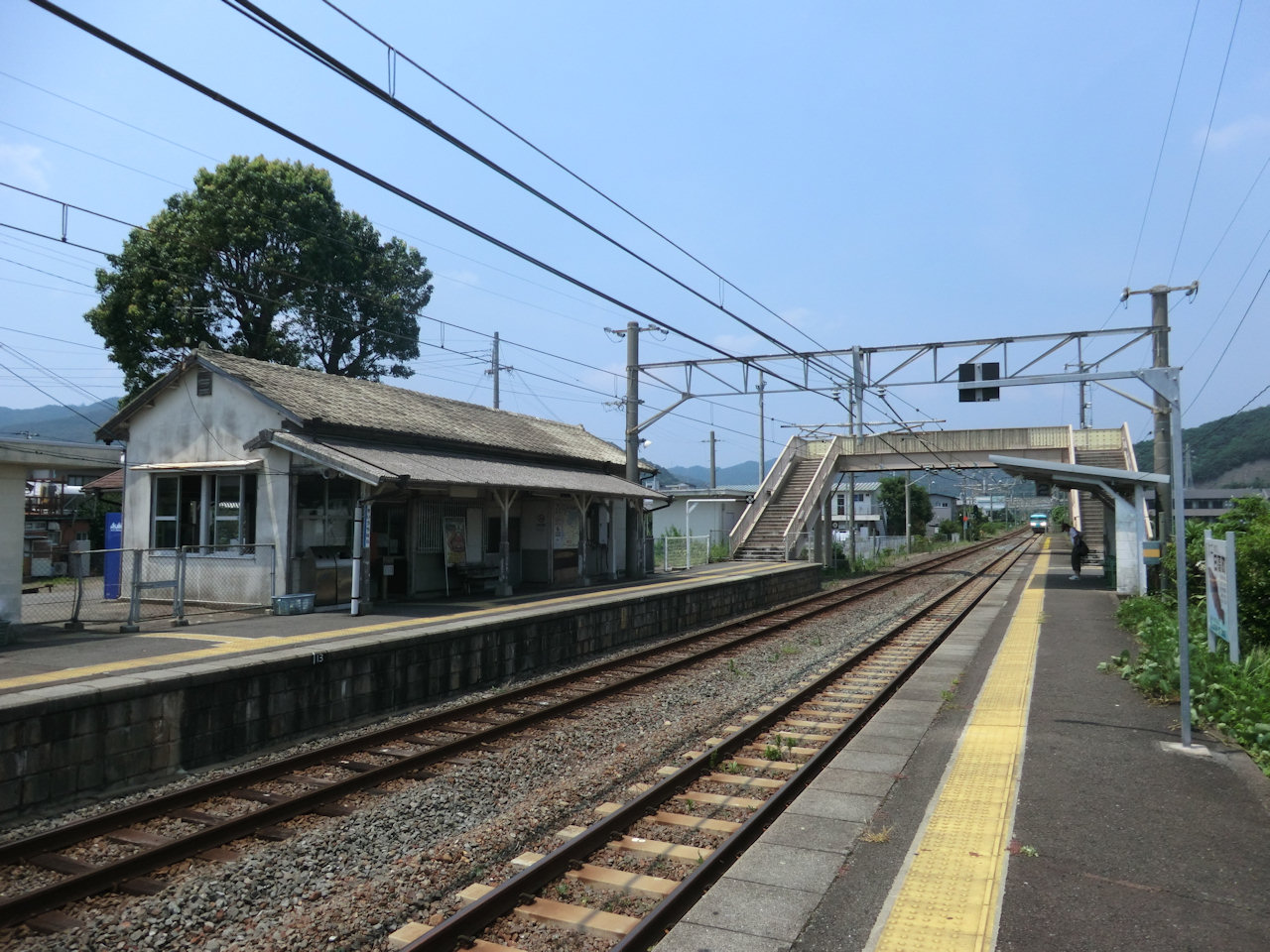
ホーム（2012年7月）

## 利用状況
近年の1日平均乗車人員は以下の通り。
| 年度   | 1日平均 乗車人員 |
| ------ | ---------------- |
| 1998年 | 236              |
| 1999年 | 222              |
| 2000年 | 215              |
| 2001年 | 214              |
| 2002年 | 217              |
| 2003年 | 210              |
| 2004年 | 215              |
| 2005年 | 211              |
| 2006年 | 206              |
| 2007年 | 199              |
| 2008年 | 196              |
| 2009年 | 214              |
| 2010年 | 227              |
| 2011年 | 223              |
| 2012年 | 213              |
| 2013年 | 210              |
| 2014年 | 217              |
| 2015年 | 195              |
| 2016年 | 205              |
| 2017年 | 200              |
| 2018年 | 202              |
| 2019年 | 198              |
| 2020年 | 172              |
| 2021年 | 178              |
| 2022年 | 203              |

## 駅周辺
- 国道42号
- 日高町役場
- 御坊警察署高家駐在所
- 日高広域消防事務組合消防本部
- 日高町立内原小学校
- 日本郵便 内原郵便局
- 紀州農協Aコープひだか
- コメリハード＆グリーン和歌山日高店
- 熊野御坊南海バス「内原駅」停留所 - 阿尾線
- 中紀バス「内原」停留所 - 御坊線

## 隣の駅
西日本旅客鉄道（JR西日本）
 きのくに線（紀勢本線）
■快速
通過
■普通（阪和線内で直通快速または紀州路快速となる列車を含む）
御坊駅 - 紀伊内原駅 - 紀伊由良駅